# Jan Banan (visfigur)
Jan Banan är en återkommande "loser-figur" i Stefan Sundströms låttexter, ofta tolkad som ett alter ego för visförfattaren själv. Figuren medverkar bland annat i låtarna Sopvisa för Jan Banan, Marguerites 40-årskalas, Fisk i en Skål och Jan Banan och Marguerite och Jag.